# ウハー

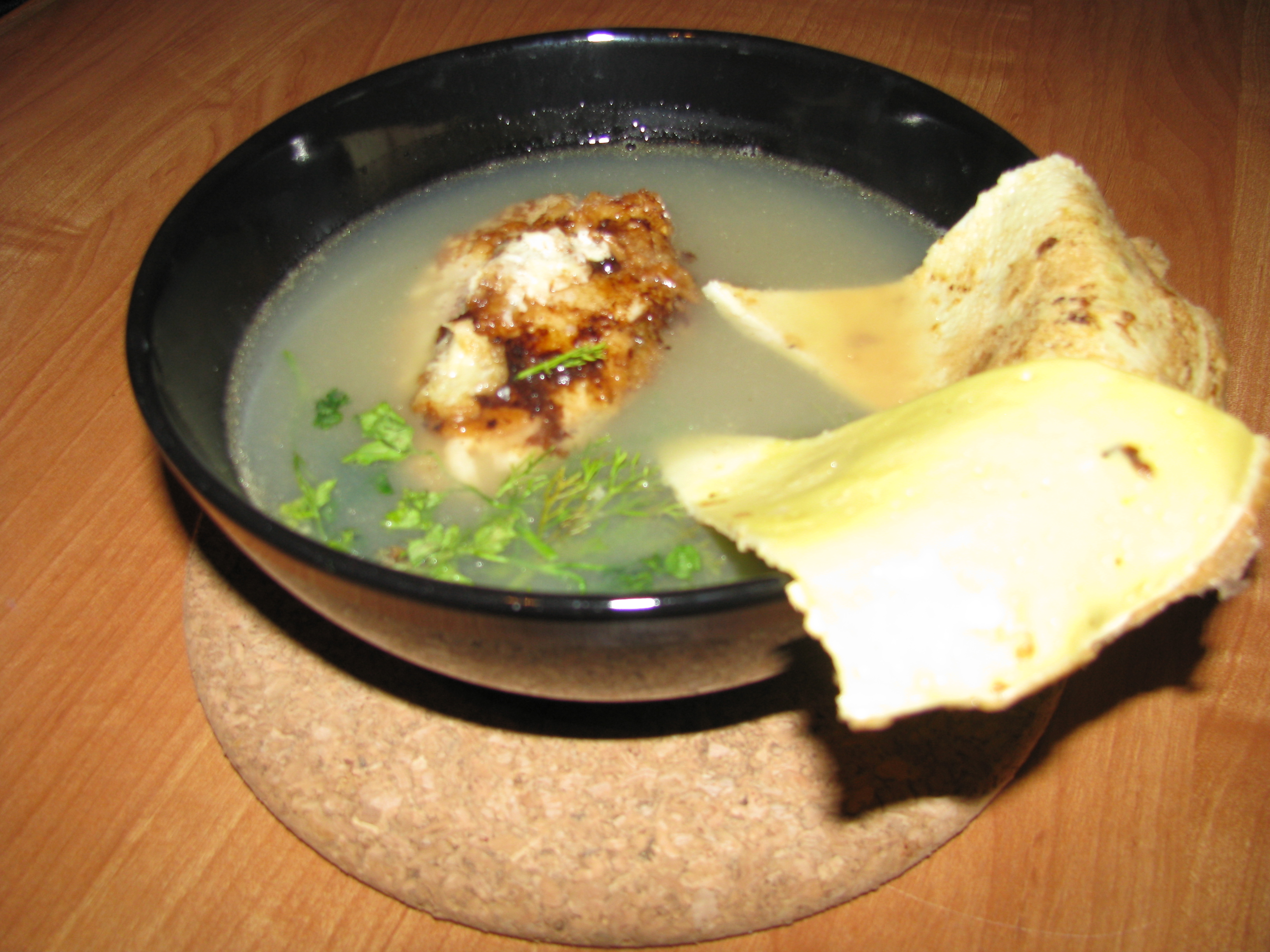
ウハー

ウハー（ロシア語：уха́、英語：Ukha）とは、白身魚と野菜を食材に使用したロシア料理のスープである。その名称は、スラヴ語派南スラヴ語群の古代教会スラヴ語で「煮汁」「スープ」を意味する「ユハ」の語に由来する。

## 概要
主にサケ、スズキ、サワラ、カジキ、チョウザメなどの魚がウハーの食材に用いられる。本来は一種類の新鮮な生魚のみで作るが、小魚がスープの出し汁やブイヨンに使われることもあり、「多くの種類の魚を使ったウハーが一番美味しい」とも言われている。数種類の川魚からブイヨンを作り、チョウザメやサケのフィレを具として入れる「ツァーリ風」のウハーもある。風味と香りを付けるためにスパイスが用いられ、多くのスパイスが組み合わされたウハーは美味だと言われている。
かつてのロシアでは、脂の乗ったスープは具材に関係なくすべて「ウハー」と呼ばれていた。15世紀初頭からロシアのスープの食材に魚が頻繁に用いられるようになり、これによって料理に特別な風味が生まれるようになる。そして17世紀に入ると、「ウハー」は魚のスープのみを指す言葉になった。
その昔、ロシアの農民たちは地主の目を盗んで魚を獲り、獲った魚を家に持ち帰ってスープの材料にしていたといわれる。やがて、ウハーは庶民だけでなく貴族の食卓にも上るようになる。
スープの風味付けに、パーチ、テンチ、ナマズ、ブルボットのような魚が使われることもある。スープのルーツはロシアの草原の騎馬民族であるコサックの文化にさかのぼり、ロシアではスープは主にドン地方に関連している
ウハを調理する際、野菜は最小限に抑えられ、実際、古典的なベラルーシ料理では、ウハは単に魚の煮汁であった、そこに魚のパイ（ピロシキ、レステガイ、クリビアなど）が供された。最近では、ジャガイモやその他の野菜を使った魚のスープが主流だ。様々な淡水魚を使うことができ、海産魚からは良いスープは作れないと考えるアマチュアもいる。新鮮な魚が最も風味が良いので、冷凍魚を使う場合は解凍しない方が良い。小さくて若い魚が好まれ、大きな魚の尾の部分は捨てる。
ウハーはスープで煮込んだ魚料理だが、魚のスープと呼ぶのは正確ではないかもしれない。「ウハ」は17世紀後半から18世紀初頭にかけて、ロシア料理で魚のスープを指す言葉として使われ始めた。それ以前は、濃厚な肉のスープを指し、その後、鶏のスープを指すようになった。15世紀以降、ウヒの材料に魚が使われるようになり、スープとは異なる風味の料理ができるようになった。19世紀、ロシアを訪れた多くの旅行者が、ウハはロシア料理の最高の一品だと言っていた。
漁師たちは、スープに独特の風味を与えるために、最後にウォッカを少量加えるのが一般的である。また、焚き火で燻した頭を、最後の最後にスープに直接浸す習慣もある。

## 作り方
鶏がらと小魚で出汁を取り、次にスープに香りを付けるためにタマネギ、パセリ、ベイリーフ、セロリ、粒コショウなどを煮る。風味と香りが生まれた後にスープは漉され、先に使用した食材は全て捨てられる。裏漉しされたスープにニンジン、ジャガイモ、キャベツなどの野菜を入れ、塩コショウで味付けする。最後に魚の骨の無い切り身を入れるが、あまり煮すぎると切り身が煮崩れし、魚の味が損なわれる。また、皿に盛りつけたウハーにライムを添える場合もある。

獲ったばかりの魚を洗い流してそのまま水に入れて煮込み、ハーブやスパイスで味付けするのが、もっとも簡単なウハーの調理法である。